# Microteleia nitida
Microteleia nitida är en stekelart som beskrevs av Jean-Jacques Kieffer 1910. Microteleia nitida ingår i släktet Microteleia och familjen Scelionidae. Inga underarter finns listade i Catalogue of Life.